# 暴露通知
暴露通知（Exposure Notification）， 是由蘋果公司和Google在2019冠状病毒病疫情期间推出的数字接触者追踪系統。当用户启用暴露通知后，当两个用戶相互靠近时，他们的手机会互相通過蓝牙发送蓝牙标识符。如果有人COVID-19的检测呈阳性，暴露通知就會向曾經與該陽性有過接觸的人發送通知。2020年4月10日，蘋果公司发布了暴露通知這一功能，並於2020年5月20日正式推出（IOS 13更新）Google則以通過更新Google Play服務的方式將這一功能推送到搭載Android Marshmallow以及其後續Android系統的設備上。

## 外部鏈接
- Official Website （页面存档备份，存于） (Google)
- Official Website （页面存档备份，存于） (Apple)
- Announcement （页面存档备份，存于） (Google)
- Announcement （页面存档备份，存于） (Apple)
- Overview presentation （页面存档备份，存于） (Google)
- Technical specifications （页面存档备份，存于） (Apple)
- Exposure Notification: Frequently Asked Questions 的存檔，存档日期2020-04-26. (Apple/Google)
- Overview of the version 1.0 of Contact Tracing protocol by Apple & Google （页面存档备份，存于）
- Overview of the version 1.2 and comparation with version 1.0 （页面存档备份，存于）